# Sân bay quốc tế Midland
Sân bay quốc tế Midland (IATA: MAF, ICAO: KMAF) là một sân bay thương mại tọa lạc 12,9 km về phía Tây Nam của thành phố Midland và Đông Bắc của thành phố Odessa ở Hạt Midland, Texas. Kể từ năm 1991, đây là trụ sở của Commemorative Air Force. Sân bay này có 4 đường băng. Có 3 hãng hàng không hoạt động tại đây nhưng phần lớn là  commuter jet service.

## Các hãng hàng không
- American Airlines
  - American Eagle (Dallas/Fort Worth)
- Continental Airlines
  - Continental Express cung cấp bởi Chautauqua Airlines (Houston-Intercontinental)
  - Continental Express cung cấp bởi ExpressJet Airlines (Houston-Intercontinental)
- Southwest Airlines (Albuquerque, Austin, Dallas-Love, El Paso, Houston-Hobby, Las Vegas)
- New Mexico Airlines *Planned Fall 2007* (Hobbs, NM: Sân bay Khu vực Hạt Leat) [1]